# Castellón de Tor
Castellón de Tor (en catalán y oficialmente Castilló de Tor) es una localidad de España. Situada en Cataluña, pertenece al municipio de El Pont de Suert, en la comarca de la Alta Ribagorza, provincia de Lérida. Tiene unos 9 habitantes. Es la localidad de entrada al valle del Noguera de Tor, más adelante denominado Valle de Bohí.

## Descripción

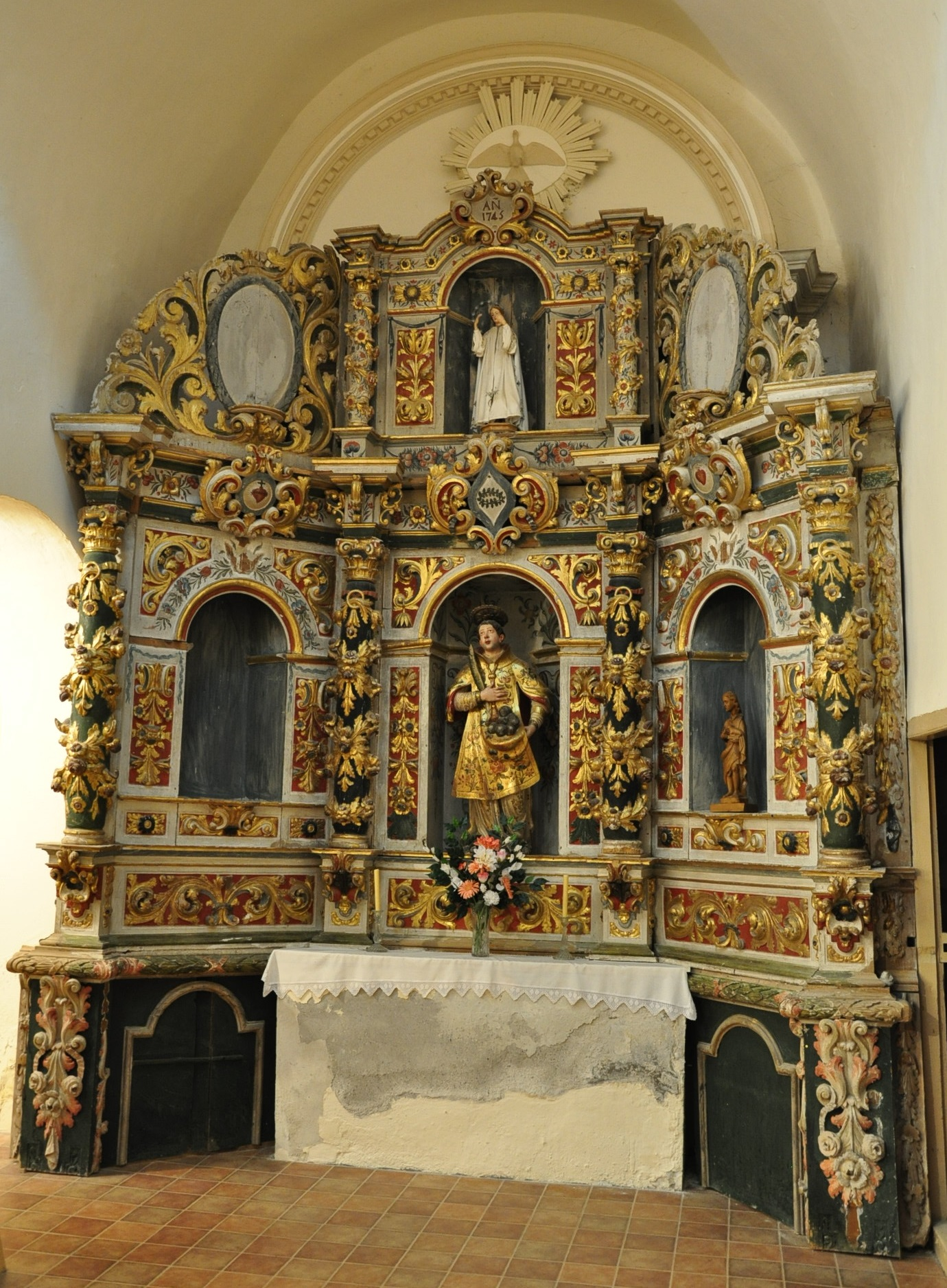
Retablo de San Esteban (1745), procedente de Castellón de Tor. Pertenece a la colección del Museo de Arte Sagrado de la Ribagorza, situado en la antigua iglesia parroquial de Pont de Suert.

La población está en el kilómetro 1 de la carretera L-500 y, por tanto, está a 3 kilómetros de la cabecera del municipio y de la comarca: el Pont de Suert.
Su iglesia, sufragánea de la de San Martín de Llesp, está dedicada a Sant Esteve (San Esteban). A pesar de ser de origen románico, el templo actual es moderno. En el entorno hay dos ermitas, una antigua y otra nueva, dedicadas ambas a la Mare de Déu del Remei.
Un puente medieval de un solo arco cruzaba el Noguera de Tor al este del pueblo, y llevaba al Molino d' Espot, harinero, y al santuario del Remei. Actualmente hay un camping.

## Historia
El origen del pueblo es, sin duda, el castillo de Castellón de Tor, nombre que se da actualmente, con una forma realmente redundante, que en tiempos pasados debía de ser más simple.
El castillo es citado ya en el año 1018. Fue vendido en 1040 por Ramón IV de Pallars Jussá a Ramiro I de Aragón, y el hijo de este último (Sancho Ramírez), lo dio en 1085 a Roda. Por este motivo a la larga acabó pasando a Lérida, que mantuvo la señoría hasta mitades del siglo XIX.
En 1381 Castellón de Tor tenía 4 hogares (una veintena de personas). En 1787 constan el doble: 42 habitantes.
Castilló de Tor tuvo ayuntamiento propio desde la formación de los ayuntamientos modernos a partir de la promulgación de la Constitución de Cádiz, y lo mantuvo hasta 1847, año en que se vio obligado a unirse a Llesp al no llegar a los 30 vecinos (cabezas de familia) que exigía la nueva ley municipal aprobada dos años antes.
Pascual Madoz, en su Diccionario geográfico... de 1849 describía Castelló de Tor diciendo que es en la vertiente sudest de una colina, en la margen derecha del río Flum de Tor; decía que estaba perfectamente ventilado, y que tenía un clima frío, que producía calenturas pútridas e hinchazones a causa del aire húmedo y frío que allí reinaba siempre. La localidad, según él, estaba formada por siete unidas a la iglesia, en parte en el plano y en parta en la ladera de la colina. La iglesia estaba dedicada a San Esteban y tenía categoría de parroquia. El cementerio, fuera del pueblo, era en un lugar que no podría producir perjuicios al pueblo. Había también una capilla dedicada a la Madre de Dios del Remedio.
Menciona el río como un suministro de agua para regar prados y huertos, hasta unos 30 o 35 jornales de tierra de segunda clase, además de mover un molino harinero, que sólo funcionaba a temporadas. La tierra es toda de segunda y tercera calidad, predregoso en la parte montañosa y con bastante bosque, aunque no espeso. Se cogía trigo, cebada, centeno, hortalizas y pastos, que eran la cosecha principal. Se criaba animales de lana, yeguas, cerdos, bueyes y vacas, así como las mulas necesarias para las faenas del campo. Se hacía abundante lana de la mejor calidad. La población era de 5 vecinos y 31 habitantes.
A lo largo de la historia, esta población había sido prácticamente siempre la más poblada del término de Llesp. En 1960 tenía todavía 175 habitantes, que dos años después, en 1970, ya habían descendido a 46. En 1981 eran 21 las personas que aún residían en Castilló de Tor.